# Abramo di Harran
Abramo di Harran, o Abramo di Carre (Cirro, 350 – Costantinopoli, 423), è stato un vescovo siro con cittadinanza bizantina.
Missionario a Emesa (nell'attuale Siria), divenne presto vescovo di Carre (attuale Turchia). Nel 422 fu chiamato a corte dall'imperatore Teodosio II e morì a Costantinopoli l'anno successivo.
È venerato come santo dalla chiesa cattolica.